# Buxar (huyện)
Huyện Buxar là một huyện thuộc bang Bihar, Ấn Độ. Thủ phủ huyện Buxar đóng ở Buxar. Huyện Buxar có diện tích 1624 ki lô mét vuông. Đến thời điểm năm 2001, huyện Buxar có dân số 1403462 người.